# Neostapfiella perrieri
Neostapfiella perrieri är en gräsart som beskrevs av Aimée Antoinette Camus. Neostapfiella perrieri ingår i släktet Neostapfiella och familjen gräs. Inga underarter finns listade i Catalogue of Life.